# Доминик Тийм
Доминик Тийм (на немски: Dominic Thiem) е австрийски тенисист.

## Биография
Доминик Тийм е роден на 3 септември 1993 година във Винер Нойщат, Австрия, в семейството на Волфганг и Карин Тийм, и двамата треньори по тенис. Има по-малък брат Мориц Тийм, който също е професионален тенисист. Тийм израства в Лихтенвьорт и започва да играе тенис, когато е на шест години. Бащата на Тийм, Волфганг, започва работа като треньор в академията на Гюнтер Бресник във Виена през 1997 г., когато Тийм е само на три години. Бресник става треньор на Тийм официално от деветгодишната му възраст. Бресник е този, който посъветва промяната на бекхенда на Тийм от две ръце, с една ръка, когато Тийм е на 12 години. Практикува бекхенд с една ръка. Най-силният му удар е форхендът, а любимата му настилка е клеят.

## Кариера
При юношите Тийм достига до 2-ро място в световната ранглиста. Той приключва с кариерата си при юношите, печелейки последните 3 турнира на сингъл, в които участва. През 2013 г. Тийм получава уайлд кард за основната схема на турнира в Китцбюел, където стига до четвъртфиналите, побеждавайки четвъртия поставен Юрген Мелцер във втория кръг. Той губи на четвъртфиналите от Алберт Монтанес в два сета. Достига втория си четвъртфинал през годината на турнир от ATP 250 на Erste Bank Open. Той отново играе с уайлд кард, но губи от лидера в схемата – Жо-Вилфрид Цонга в три сета. Първият му финал в тура е отново в Китцбюел през 2014, където той е пети поставен. На четвъртфинала побеждава миналогодишния шампион Марсел Гранойерс в 2 сета, а след това надиграва и Хуан Монако на полуфинала. В последния мач обаче губи от Давид Гофен.
През 2015 г. Тийм печели и своята първа титла от календара на ATP. Това става в Ница, Франция, където последователно побеждава Ник Кириос, Ернест Гулбис, Джон Иснър и Леонардо Майер, за да триумфира. На турнира Croatia Open Umag, поставен под номер 4, Тийм побеждава на полуфинала Гаел Монфис от Франция, както и португалеца Жоао Соуса на финала, за да спечели и втората си титла. Само седмица по-късно той печели и турнира Swiss Open Gstaad, надделявайки над Гофен на финала. След тези 2 спечелени финала той се изкачва до No. 21 в световната ранглиста.
През 2016 г. печели още 4 титли от тура: Argentina Open, Mexican Open, Mercedes Cup и отново турнира в Ница. Същата година австриецът достига и до полуфинал на Откритото първенство на Франция, побеждавайки последователно Иниго Сервантес, Гилермо Гарсия-Лопез, Саша Зверев, Марсел Гранойерс и Давид Гофен, На полуфинала губи от бъдещия шампион Новак Джокович. След това си класиране на полуфинал той се изкачва и до седмата позиция в ранглистата на ATP.

## Представяне на турнири от Големия шлем
| Турнир           | 2014 | 2015 | 2016 | 2017 | SR     | П-З   | Победи % |
| ---------------- | ---- | ---- | ---- | ---- | ------ | ----- | -------- |
| Турнири от Шлема |      |      |      |      |        |       |          |
| ОП Австралия     | 2R   | 1R   | 3R   | 4R   | 0 / 4  | 6–4   | 60%      |
| Ролан Гарос      | 2R   | 2R   | SF   |      | 0 / 3  | 7–3   | 70%      |
| Уимбълдън        | 1R   | 2R   | 2R   |      | 0 / 3  | 2–3   | 40%      |
| ОП САЩ           | 4R   | 3R   | 4R   |      | 0 / 3  | 8–3   | 73%      |
| Победи-Загуби    | 5–4  | 4–4  | 11–4 | 3–1  | 0 / 13 | 23–13 | 64%      |

## Кариерна статистика

#### Титли отГолям шлем(1)
| година | турнир | съперник          | резултат                     |
| ------ | ------ | ----------------- | ---------------------------- |
| 2020   | ОП САЩ | Александър Зверев | 2–6, 4–6, 6–4, 6–3, 7–6(8–6) |

#### Финали на турнири отГолям шлем(3)
| година | турнир       | съперник       | резултат                |
| ------ | ------------ | -------------- | ----------------------- |
| 2018   | Ролан Гарос  | Рафаел Надал   | 4–6, 3–6, 2–6           |
| 2019   | Ролан Гарос  | Рафаел Надал   | 3–6, 7–5, 1–6, 1–6      |
| 2020   | ОП Австралия | Новак Джокович | 4–6, 6–4, 6–2, 3–6, 4–6 |

#### Финали на Финалния турнирСветовния Тур на ATP(2)
| година | място  | финален турнир    | съперник във финала | резултат                |
| ------ | ------ | ----------------- | ------------------- | ----------------------- |
| 2019   | Лондон | Тенис Мастърс Къп | Стефанос Циципас    | 7–6(8–6), 2–6, 6–7(4–7) |
| 2020   | Лондон | Тенис Мастърс Къп | Даниил Медведев     | 6–4, 6–7(2–7), 4–6      |

#### Титли оттурнири от сериите Мастърс(1)
| година | турнир            | съперник във финала | резултат      |
| ------ | ----------------- | ------------------- | ------------- |
| 2019   | Индиън Уелс Оупън | Роджър Федерер      | 3–6, 6–3, 7–5 |

#### Финали натурнири от сериите Мастърс(2)
| година | турнир       | съперник във финала | резултат       |
| ------ | ------------ | ------------------- | -------------- |
| 2017   | Мадрид Оупън | Рафаел Надал        | 6–7(8–10), 4–6 |
| 2018   | Мадрид Оупън | Александър Зверев   | 4–6, 4–6       |

### ATP финали (17 титли; 29 финала)
|        | П–З   | Година | Турнир                | Клас         | Настилка   | Опонент               | Резултат                     |
| ------ | ----- | ------ | --------------------- | ------------ | ---------- | --------------------- | ---------------------------- |
| Загуба | 0–1   | 2014   | Австрия Оупън Кицбюел | 250 серии    | Клей       | Давид Гофен           | 6–4, 1–6, 3–6                |
| Победа | 1–1   | 2015   | Ница Оупън            | 250 серии    | Клей       | Леонардо Майер        | 6–7(8–10), 7–5, 7–6(7–2)     |
| Победа | 2–1   | 2015   | Хърватия Оупън        | 250 серии    | Клей       | Жоао Соуса            | 6–4, 6–1                     |
| Победа | 3–1   | 2015   | Суис Оупън            | 250 серии    | Клей       | Давид Гофен           | 7–5, 6–2                     |
| Победа | 4–1   | 2016   | Аржентина Оупън       | 250 серии    | Клей       | Николас Алмагро       | 7–6(7–2), 3–6, 7–6(7–4)      |
| Победа | 5–1   | 2016   | Мексико Оупън         | 500 серии    | Твърда     | Бърнард Томич         | 7–6(8–6), 4–6, 6–3           |
| Загуба | 5–2   | 2016   | Баварски шампионат    | 250 серии    | Клей       | Филип Колшрайбер      | 6–7(7–9), 6–4, 6–7(4–7)      |
| Победа | 6–2   | 2016   | Ница Оупън            | 250 серии    | Клей       | Александър Зверев     | 6–4, 3–6, 6–0                |
| Победа | 7–2   | 2016   | Щутгарт Оупън         | 250 серии    | Трева      | Филип Колшрайбер      | 6–7(2–7), 6–4, 6–4           |
| Загуба | 7–3   | 2016   | Мозел Оупън           | 250 серии    | Твърда (з) | Лукас Пуи             | 6–7(5–7), 2–6                |
| Победа | 8–3   | 2017   | Рио Оупън             | 500 серии    | Клей       | Пабло Кареньо Буста   | 7–5, 6–4                     |
| Загуба | 8–4   | 2017   | Барселона Оупън       | 500 серии    | Клей       | Рафаел Надал          | 4–6, 1–6                     |
| Загуба | 8–5   | 2017   | Мадрид Оупън          | Мастърс 1000 | Клей       | Рафаел Надал          | 6–7(8–10), 4–6               |
| Победа | 9–5   | 2018   | Аржентина Оупън       | 250 серии    | Клей       | Аляж Бедене           | 6–2, 6–4                     |
| Загуба | 9–6   | 2018   | Мадрид Оупън          | Мастърс 1000 | Клей       | Александър Зверев     | 4–6, 4–6                     |
| Победа | 10–6  | 2018   | ATP Лион Оупън        | 250 серии    | Клей       | Жил Симон             | 3–6, 7–6(7–2), 6–1           |
| Загуба | 10–7  | 2018   | Ролан Гарос           | Голям шлем   | Клей       | Рафаел Надал          | 4–6, 3–6, 2–6                |
| Победа | 11–7  | 2018   | Санкт Петербург Оупън | 250 серии    | Твърда (з) | Мартин Клижан         | 6–3, 6–1                     |
| Победа | 12–7  | 2019   | Индиън Уелс Оупън     | Мастърс 1000 | Клей       | Роджър Федерер        | 3–6, 6–3, 7–5                |
| Победа | 13–7  | 2019   | Барселона Оупън       | 500 серии    | Клей       | Даниил Медведев       | 6–4, 6–0                     |
| Загуба | 13–8  | 2019   | Ролан Гарос           | Голям шлем   | Клей       | Рафаел Надал          | 3–6, 7–5, 1–6, 1–6           |
| Победа | 14–8  | 2019   | Австрия Оупън Кицбюел | 250 серии    | Клей       | Алберт Рамос Виньолас | 7–6(7–0), 6–1                |
| Победа | 15–8  | 2019   | Чайна Оупън           | 500 серии    | Твърда     | Стефанос Циципас      | 3–6, 6–4, 6–1                |
| Победа | 16–8  | 2019   | Виена Оупън           | 500 серии    | Твърда (з) | Диего Шварцман        | 3–6, 6–4, 6–3                |
| Загуба | 16–9  | 2019   | Мастърс Къп (Лондон)  | ATP Финали   | Твърда (з) | Стефанос Циципас      | 7–6(8–6), 2–6, 6–7(4–7)      |
| Загуба | 16–10 | 2020   | ОП Австралия          | Голям шлем   | Твърда     | Новак Джокович        | 4–6, 6–4, 6–2, 3–6, 4–6      |
| Победа | 17–10 | 2020   | ОП САЩ                | Голям шлем   | Твърда     | Александър Зверев     | 2–6, 4–6, 6–4, 6–3, 7–6(8–6) |
| Загуба | 17–11 | 2020   | Мастърс Къп (Лондон)  | ATP Финали   | Твърда (з) | Даниил Медведев       | 6–4, 6–7(2–7), 4–6           |
| Загуба | 17–12 | 2023   | Австрия Оупън Кицбюел | 250 серии    | Клей       | Себастиан Баес        | 3–6, 1–6                     |